# تاریخچه باشگاه فوتبال آ.اس. رم
تاریخچه اَسوچیاتزیونه سپورتیوا رم با بنیان‌گذاری آن در ۷ ژوئن ۱۹۲۷ توسط ایتالو فوشی آغاز می‌شود که آغازگر ادغام سه باشگاه قدیمی‌تر قهرمانی فوتبال ایتالیا از شهر رم بود. رومن، آلبا آئوداس و فورتیتودو. ایتالو فوشی نماینده رومی حزب ملی فاشیست و دبیر فدراسیون فاشیست روم بود.
هدف از ادغام این بود که شهر ابدی یک باشگاه قدرتمند برای رقابت با باشگاه‌های غالب آن زمان در شمال ایتالیا باشد. تنها باشگاه بزرگ رومی که در برابر ادغام مقاومت کرد، لاتزیو بود که قبلاً یک جامعه ورزشی معتبر بود.
این باشگاه نخستین فصل‌های خود را در ورزشگاه Motovelodromo Appio بازی می‌کرد و سپس در خیابان‌های طبقه کارگر تستاکیو مستقر شد، جایی که زمین تمام چوبی کامپو تستاکیو را ساخت و در نوامبر ۱۹۲۹ افتتاح شد. فصل اولیه‌ای که رم در آن اثری ماندگار در فوتبال ایتالیا ایجاد کرد، در سال‌های ۳۱–۱۹۳۰ بود، جایی که این باشگاه پس از قهرمانی یوونتوس به مقام نایب‌قهرمانی رسید. کاپیتان آتیلیو فرراریس، به همراه گویدو ماستی، فولویو برناردینی و رودولفو ولک، بازیکنان بسیار مهمی در این دوره بودند.

## نخستین قهرمانی و سقوط
پس از رکود در فرم لیگ و خروج بازیکنان کلیدی، رم در نهایت تیم خود را بازسازی کرد و گلزنانی مانند انریکه گوایتا آرژانتینی را به آن اضافه کرد. تحت مدیریت لوئیجی باربیسینو، باشگاه رومی به طرز دردناکی به نخستین قهرمانی خود در فصل ۳۶–۱۹۳۵ نزدیک شد و تنها یک امتیاز کمتر از بولونیا قهرمان شد. رم پس از اینکه در اواخر دهه ۱۹۳۰ ناهماهنگ بود، به فرم بازگشت و پس از کسب نخستین اسکودتو، قهرمانی غیرمنتظره‌ای را در سال‌های ۴۲–۱۹۴۱ ثبت کرد. ۱۸ گلی که آمدئو آمادی، بازیکن محلی به ثمر رساند، برای تیم قهرمان رم تحت مربیگری آلفرد شفر ضروری بود. در آن زمان، ایتالیا درگیر جنگ جهانی دوم بود و رم بازی‌های خانگی خود را در ورزشگاه ملی پی‌ان‌اف انجام می‌داد.
در سال‌های پس از جنگ، رم نتوانست جایگاه لیگ خود را از اوایل دهه ۱۹۴۰ پس بگیرد. آنها در نیمه پایین سری آ برای پنج فصل پیاپی به پایان رسیدند و در نهایت به تنها سقوط خود به سری بی در پایان ۵۱–۱۹۵۰ رسیدند، حدود یک دهه پس از قهرمانی آنها. تحت مدیریت آینده تیم ملی ایتالیا، جوزپه ویانی، ارتقاء فوری حاصل شد.
پس از بازگشت به سری آ، رم با بازیکنانی مانند اجیستو پاندولفینی، دینو دا کوستا و هلگه برونه دانمارکی توانست خود را به عنوان یک باشگاه نیمه نخست تثبیت کند. بهترین نتیجه آنها در این دوره تحت مدیریت جسی کارور انگلیسی بود، زمانی که در سال‌های ۵۵–۱۹۵۴ آنها به عنوان نایب قهرمانی دست یافتند، پس از اودینزه که در اصل دوم بود به دلیل فساد سقوط کرد.
اگرچه رم در دهه بعد نتوانست به جمع چهار تیم برتر راه پیدا کند، اما تا حدی به موفقیت در جام دست یافت. نخستین افتخار آنها در خارج از ایتالیا در سال‌های ۶۱–۱۹۶۰ ثبت شد، زمانی که رم با شکست ۴–۲ بیرمنگام سیتی در فینال جام بین شهرها را برد. چند سال بعد رم نخستین کوپا ایتالیا را در فصل ۶۴–۱۹۶۳ با شکست ۱–۰ تورینو به دست آورد. دومین کوپا ایتالیا آنها در سال‌های ۶۹–۱۹۶۸ زمانی که در یک سیستم لیگ کوچک به رقابت پرداختند، قهرمان شد. جاکومو لوسی در سال ۱۹۶۹ با ۴۵۰ بازی در تمامی مسابقات، رکورد حضور در رم را به نام خود ثبت کرد، رکوردی که تا ۳۸ سال باقی خواهد ماند.

## زمان دارایی‌های آمیخته
رم در سال ۱۹۷۲ پس از ثبت پیروزی ۳–۱ مقابل بلکپول در جام انگلیس و ایتالیا توانست یک جام دیگر را به مجموعه خود اضافه کند. در بیشتر دهه ۱۹۷۰، حضور رم در نیمه نخست سری آ پراکنده بود. بهترین جایگاهی که این باشگاه توانست در این دهه به دست بیاورد، رتبه سوم در فصل ۷۵–۱۹۷۴ بود. بازیکنان قابل توجهی که در این دوره برای باشگاه ظاهر شدند عبارتند از هافبک‌های جانکارلو دی سیستی و فرانچسکو روکا. طلوع یک دوره جدید موفق در تاریخ فوتبال رم با یک پیروزی دیگر در کوپا ایتالیا رقم خورد، آنها تورینو را در ضربات پنالتی شکست دادند و جام ۸۰–۱۹۷۹ را به دست آوردند. رم با نایب قهرمانی یوونتوس در فصل ۸۱–۱۹۸۰ به مقام‌هایی در لیگ رسید که از دهه ۱۹۴۰ به آن‌ها نرسیده بود. نیلز لیدهولم بازیکن سابق میلان در آن زمان با بازیکنان برجسته‌ای مانند برونو کونتی، آگوستینو دی بارتولومی، روبرتو پروتزو و پائولو روبرتو فالکائو سرمربی بود.
اسکودتوی دوم مدت زیادی از رم دور نشد. در ۸۳–۱۹۸۲، باشگاه رومی برای نخستین بار پس از ۴۱ سال، در میان جشن‌های شادی در پایتخت، عنوان قهرمانی را به دست آورد. در فصل بعد، رم به عنوان نایب قهرمان ایتالیا به پایان رسید و عنوان کوپا ایتالیا را به دست آورد، و به عنوان نایب قهرمان جام اروپا. فینال جام ملت‌های اروپا با لیورپول با تساوی ۱–۱ با گل پروتزو به پایان رسید، اما رم در نهایت در ضربات پنالتی شکست خورد. عملکرد موفق رم در دهه ۱۹۸۰ با نایب قهرمانی در فصل ۸۶–۱۹۸۵ و قهرمانی در کوپا ایتالیا به پایان رسید و سمپدوریا را ۳–۲ شکست داد.
پس از آن، یک افت نسبی در لیگ آغاز شد، یکی از معدود رکوردهای لیگ در دوره بعد، کسب مقام سوم در ۸۸–۱۹۸۷ بود. در آغاز دهه ۱۹۹۰، این باشگاه در یک فینال تمام ایتالیایی جام یوفا شرکت داشت و در سال ۱۹۹۱ با نتیجه ۲–۱ به اینتر میلان باخت. در همان فصل، این باشگاه هفتمین کوپا ایتالیا را برد و به نایب قهرمانی در مقابل سمپدوریا در سوپرکاپ ایتالیا رسید. جدای از نایب قهرمانی تورینو در فینال کوپا ایتالیا، بقیه دهه تا حد زیادی در تاریخ رم پایین‌تر از حد نصاب بود، به خصوص در لیگ، بالاترین میزانی که آنها توانستند در سال ۹۸–۱۹۹۷ رتبه چهارم را کسب کنند.

## در هزاره جدید

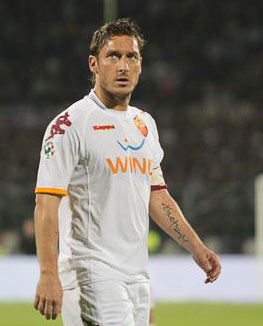
کاپیتان سابق رم؛ فرانچسکو توتی.

رم در دهه ۲۰۰۰ به فرم بازگشت و گابریل باتیستوتا مهاجم شاخص را با ۷۰ میلیارد لیره، هیدتوشی ناکاتا با ۴۲ میلیارد لیره، والتر ساموئل با ۴۰٫۲۶۵ میلیارد لیره و امرسون با ۳۵ میلیارد لیره در فصل ۰۱–۲۰۰۰ به خدمت گرفت. در همان زمان، سهام این باشگاه در بورس ایتالیا درج شد. آنها دهه را با سبکی عالی با کسب سومین عنوان قهرمانی خود در سری آ در فصل ۰۱–۲۰۰۰ آغاز کردند. اسکودتو در آخرین روز فصل به دست آمد و رم به لطف پیروزی ۳–۱ مقابل پارما، یوونتوس را با دو امتیاز در جدول لیگ برتری داد. کاپیتان باشگاه فرانچسکو توتی دلیل بزرگی برای قهرمانی بود و او به یکی از قهرمانان اصلی تاریخ باشگاه تبدیل شد، که چندین رکورد باشگاهی را شکست. از دیگر بازیکنان مهم این دوره می‌توان به آلدایر، کافو، باتیستوتا و وینچنزو مونتلا اشاره کرد. علاوه بر این، آنتونیو کاسانو پس از پایان فصل با ۶۰ میلیارد لیره قرارداد امضا کرد.
تلاش باشگاه برای دفاع از عنوان قهرمانی در فصل بعد باعث شد که آنها به عنوان نایب‌قهرمان سری آ با یک امتیاز اختلاف نسبت به یوونتوس پایان دهند. این آغازی خواهد بود که رم چندین بار در سری آ و کوپا ایتالیا در دهه ۲۰۰۰ نایب‌قهرمان شد. آنها در فینال کوپا ایتالیا در سال ۲۰۰۳ با نتیجه ۴–۲ مغلوب میلان شدند و با کسب مقام دوم در سری آ برای فصل ۰۴–۲۰۰۳ دوباره به میلان شکست خوردند.
مشکلات مالی در فصل ۰۳–۲۰۰۲ ظاهر شد. باتیستوتا در اواسط فصل به اینتر قرض داده شد تا در دستمزدهای بالای خود صرفه‌جویی کند و کافو در ژوئن آزاد شد. در سال‌های ۰۴–۲۰۰۳، قرارداد کریستین چیوو (که در ابتدا با امضای قرارداد در ژوئیه ۲۰۰۳ موافقت کرده بود) تنها در سپتامبر ۲۰۰۳ با کمک ضمانت‌های شرکت‌های دیگر تکمیل شد و مبلغ ۳۰ میلیون یورو باید به فدراسیون فوتبال ایتالیا واریز می‌شد. فدراسیون فوتبال ایتالیا (FIGC) به عنوان پول تضمینی برای ثبت نام در فصل ۰۴–۲۰۰۳ پس از اینکه ضامن اصلی SBC Spa به دلیل جعل اسناد تحت بازرسی قرار گرفت. در طول فصل، فرانکو سنسی ساختار مالکیت را بازسازی کرد و سرمایه را افزایش داد. در نوامبر ۲۰۰۳، ۳۷٫۵ میلیون یورو توسط "Roma 2000" (شرکت هلدینگ، زیرمجموعه ایتال‌پترولی، پرچمدار سنسی) برای پوشش ضرر و زیان نیم‌ساله از فصل ۰۳–۲۰۰۲ تزریق شد. و دوباره در ۳۰ ژوئن ۲۰۰۴ به مبلغ ۴۴٫۵۷ میلیون یورو. از طریق بازار سهام، ۱۹٫۸۵۰ میلیون یورو دیگر سهام جدید منتشر شد و در پایان سال، سرمایه سهام ۱۹٫۸۷۸ میلیون یورو بود که تا سال ۲۰۱۱ بدون تغییر بود.
در سال‌های ۰۵–۲۰۰۴، رم امرسون و والتر ساموئل را به قیمت ۵۳ میلیون یورو فروخت و متئو بریگی، سیمونه پروتا، متئو فراری و فیلیپ مکسس را به عنوان جانشین، به مبلغ ۳۰٫۴۵ میلیون یورو خریداری کرد. علاوه بر این، میدو مهاجم جوان با رتبه بالا به عنوان یک سرمایه‌گذاری به خدمت گرفته شد، اگرچه او در ژانویه پس از یک نیم فصل نخست ناامیدکننده به صورت قرضی به تاتنهام هاتسپر فرستاده شد. باشگاه همچنین پرداخت مالیات را به منظور بهبود جریان نقدی به تعویق انداخت، اما رسوایی بیشتر پس از اینکه رم توسط مقامات قضایی به دلیل بی‌نظمی در نقل و انتقالات بازیکنان مورد بررسی قرار گرفت، فاش شد. باشگاه در ابتدا چزاره پراندلی را به خدمت گرفت اما او پیش از آغاز فصل به دلایل خانوادگی استعفا داد و باعث شد رم رودی ولر، لوئیجی دلنری و برونو کونتی را منصوب کند. رم در رده هشتم قرار گرفت، بدترین جایگاه خود در لیگ در فصول اخیر، اما به عنوان نایب قهرمان کوپا ایتالیا به جام یوفا راه یافت.
در فصل ۰۶–۲۰۰۵، رم به دلیل خرید فیلیپ مکسس در فصل قبل، محرومیت نقل و انتقالاتی را به همراه داشت. اگرچه رم او را به عنوان یک «بازیکن آزاد» امضا کرد، اما او یک قرارداد موجود و الزام‌آور با باشگاه سابق خود در فرانسه، اکسر داشت. با این حال، این محرومیت در ماه اوت به دلیل فرایند تجدید نظر به‌طور موقت برداشته شد و در نهایت رم به بازی اوسر ۷ میلیون یورو غرامت محکوم شد. در آن فصل، لوچیانو اسپالتی استخدام شد و بازسازی تیم رم را آغاز کرد. این باشگاه رودریگو تادی، ساموئل کوفور، دیمیتریوس الفتروپولوس، جیانلوکا کوموتو و شعبانی نوندا را به صورت رایگان به خدمت گرفت و در هاوسینه خارجا و چزاره بووو قرضی گرفت. در همین حال، ایوان پلیتزولی و آنتونیو کاسانو هر دو مشکل‌ساز آزاد شدند، اولی در ژوئیه به رجینا با انتقال رایگان و دومی در ژانویه به رئال مادرید با مبلغ ۵ میلیون یورو. مربی اسپالتی توانایی‌های مانچینی و رودریگو تادی را در حمله و دونی برزیلی به عنوان دروازه‌بان اصلی بررسی کرد و تیم در سری آ پنجم شد.
در رسوایی سال ۲۰۰۶ سری آ، رم یکی از تیم‌هایی بود که درگیر نشد. پس از اعمال مجازات‌ها، رم دوباره به عنوان نایب قهرمان فصل ۰۶–۲۰۰۵ طبقه‌بندی شد، در همان فصلی که در آن در کوپا ایتالیا با شکست مقابل اینتر دوم شد. باشگاه مبارزات خود را در پنجره‌های نقل و انتقالات با جذب دیوید پیزارو از اینتر با ۱۲ میلیون یورو، میرکو ووچینیچ و مارکو کاستی از لچه به ترتیب با ۱۹ میلیون یورو و ۲٫۳۵ میلیون یورو و مکس تونتو از سمپدوریا با انتقال رایگان آغاز کرد.
در لیگ قهرمانان اروپا ۰۷–۲۰۰۶، رم پیش از بازی با منچستریونایتد به مرحله یک چهارم نهایی رسید، و همچنین در سری آ دوم شد، به این معنی که در دهه ۲۰۰۰، رم بیش از هر زمان دیگری در تاریخ خود در دو موقعیت برتر قرار گرفت.
در طول فصل ۰۸–۲۰۰۷، رم بسیاری از بازیکنان برتر خود را فروخت، از جمله کریستیان چیوو، که با ۱۶ میلیون یورو به اینتر فروخته شد و خوان از بایرلور کوزن (۶٫۳ میلیون یورو) و مارکو آندرئولی از اینتر (۶ میلیون یورو) جایگزین شد. علاوه بر این، رم مائورو اسپوزیتو را از کالیاری (۲٫۴ میلیون یورو)، لودویک گیولی را از بارسلونا (۳٫۲ میلیون یورو) و سیسینیو را از رئال مادرید (۹ میلیون یورو + ۲ میلیون پاداش) خرید تا خط حمله خود را تقویت کند.
در فصل ۰۹–۲۰۰۸، مانچینی با ۱۳ میلیون یورو به اینتر فروخته شد دلار در حالی که لودویک جولی که نخستین فصل ناامیدکننده‌ای را در رم داشت، با ۲٫۵ میلیون یورو به پاری سن ژرمن منتقل شد. در همین حال، باشگاه خولیو باپتیستا را از رئال مادرید (۹ میلیون یورو)، ژرمی منز از موناکو (۱۰٫۵ میلیون یورو + ۱٫۵ میلیون یورو) و مدافع جان آرنه ریسه را از لیورپول (۵ میلیون یورو) خریداری کرد. جانلوکا کورچی دروازه‌بان جوان رم نیز با سیمونه لوریا و آرتور از سیهنا معاوضه شد. با وجود این تغییرات، رم یک بار دیگر به دلیل دفاع ضعیفش به رده ششم سری آ سقوط کرد، علیرغم جذب مارکو موتا، مدافع باشگاه از اودینزه در نیمه فصل در پنجره نقل و انتقالات زمستانی. مصدومیت دونی دروازه‌بان اصلی نیز مانع از خط دفاعی رم شد و آرتور را مجبور کرد که به عنوان گزینه نخست بازی کند.
در فصل ۱۰–۲۰۰۹، آلبرتو آکویلانی، هافبک با رتبه بالا، به مبلغ ۲۰ میلیون یورو به لیورپول فروخته شد، اگرچه هیچ خرید بزرگی به این تیم وارد نشد تا اینکه نیکلاس بوردیسو، مدافع میانی اینتر به صورت قرضی به اینتر پیوست. دونی، دروازه‌بان اصلی باشگاه، به عنوان گزینه اول با جولیو سرجیو، که خوب بازی کرد، جایگزین شد. به‌علاوه، جفت دفاعی میانی بوردیسو و خوان رم را تقویت کردند، که در آن زمان سرمربی تیم کلودیو رانیری بود.

### پایان دوران سنسی
از آنجایی که خانواده سنسی قادر به بازپرداخت بدهی باشگاه نبودند، یونی‌کردیت آ.اس. رم را به فروش رساند. پنج پیشنهاد پیش از پایان مهلت در ۳۱ ژانویه ۲۰۰۱ دریافت شد این باشگاه در طول پنجره نقل و انتقالات ژانویه ۲۰۱۱ خرج نکرد، اما خولیو باپتیستا را با حقوق بالا به مالاگا فروخت و سیسینیو برزیلی خود را به ویارئال قرض داد.
در ۱۶ آوریل ۲۰۱۱، قرارداد تصاحب امضا شد. توماس آر. دی بندتو، از طریق AS Roma LLC، ۶۷٫۱ درصد از سهام آ.اس. رم (خود باشگاه، به ارزش ۶۰٫۳ میلیون یورو) را خریداری کرد. کل مالکیت "ASR Real Estate Srl" و "Brand Management Srl" از Sensi's "Roma 2000 Srl" (یکی از شرکت‌های تابعه Italpetroli) به مبلغ ۷۰٫۳ میلیون یورو. هلدینگ جدید سرمایه‌گذاری مشترک AS Roma LLC و یونی‌کردیت S.p.A به نسبت ۶۰:۴۰ بود. تاریخ معامله در ۳۱ ژوئیه ۲۰۱۱ برنامه‌ریزی شده بود.